# Растворова, Валентина Ксенофонтовна
Валентина Ксенофонтовна Растворова (17 июня 1933, Одесса — 24 августа 2018, Москва) — советская фехтовальщица на рапирах, олимпийская чемпионка (1960), мастер спорта СССР (1954), заслуженный мастер спорта СССР (1956), тренер Московского совета ФСО «Динамо».

## Биография
В 1956 году окончила ГЦОЛИФК. Выступала за «Динамо» (Москва). В сборную команду СССР входила с 1955 по 1967 год.
Участвовала в Олимпийских играх 1956. Чемпионка Олимпиады-1960 в командном первенстве по фехтованию на рапирах. Серебряный призёр Олимпиады-1960 в личном и Олимпиады-1964 в командном первенстве. Чемпионка мира 1958 года в личном первенстве, 1956, 1958, 1961, 1965, 1966 — в командном. Серебряный призёр Чемпионатов мира 1962 и 1967 в командных соревнованиях. Бронзовый призёр ЧМ-1961 в личных соревнованиях. В составе команды выиграла Кубок Европы 1966 и 1967.
Чемпионка СССР 1956, 1964, 1967 в личном первенстве. Обладательница Кубка СССР 1958 и 1965.
Член КПСС с 1963 года.
Похоронена в Москве на Донском кладбище.

## Семья
- Муж — Борис Гришин, двукратный призёр Олимпийских игр, заслуженный мастер спорта СССР (водное поло);
- Сын — Евгений Гришин, олимпийский чемпион, заслуженный мастер спорта СССР (водное поло);
- Дочь — Елена Гришина, мастер спорта СССР международного класса (фехтование, рапира);
- Внук (сын Елены Гришиной) —  Сергей Бида, призёр Олимпийских игр, мастер спорта России международного класса (фехтование, шпага)[5].

## Награды
- Орден «Знак Почёта» (16.09.1960) — за успешные выступления в XVII летних и VIII зимних Олимпийских играх 1960 года, а также за выдающиеся спортивные достижения[6]